# FC Triesen
FC Triesen is de voetbalvereniging van de gemeente Triesen in Liechtenstein.
FC Triesen in in 1932 opgericht. De beker van Liechtenstein werd acht keer gewonnen. Evenals de andere zes clubs van Liechtenstein, speelt FC Triesen in de Zwitserse competitie, het speelt daar in de lagere amateurklassen. 

## Erelijst
- Beker van Liechtenstein

Winnaar: 1946, 1947, 1948, 1950, 1951, 1965, 1972, 1975
Finalist: 1949, 1952, 1953, 1954, 1958, 1959, 1964, 1967, 1968, 1969

## Bekende (oud-)spelers
- Franz Burgmeier